# Живорад Недељковић
Живорад Недељковић, (Краљево, 5. децембар 1959) српски је књижевник. Од 2002. године ради као уредник у издавачкој делатности Народне библиотеке „Стефан Првовенчани у Краљеву. Уређује књиге савремених српских песника у едицији Поезија, данас и поезију у часописима Повеља и Књижевни магазин.

## Биографија
Рођен је у породици Ружице и Радосава Недељковића. Основну школу завршио је у селу Подунавци и Вранеши код Врњачке Бање, где је завршио Гимназију. Студирао је на Правном факултету Универзитета у Крагујевцу. На Радију Врњачка Бања уређивао је 1998. и 1999. године емисију Мирис речи, а истоимену емисију је уређивао и водио на Радио Краљеву у периоду од 2002. до 2004. године. Поводом Змајеве награде приређен је зборник текстова Поезија Живорада Недељковића (2003). Песме су му превођене на енглески, пољски, шпански, немачки, руски и француски језик. Члан је Српског књижевног друштва од оснивања и Српског ПЕН-а.
Живи у Чачку.

## Књиге
Објавио је збирке песама: 
- Погрешна прогноза (Чачак, Градска библиотека, 1991)
- Мајка (Београд, Београдско издавачко-графички завод, 1994)
- Тутин и још педесет песама (Краљево, Народна библиотека Радослав Веснић, 1998)
- Језик увелико (Краљево, Народна библиотека Радослав Веснић, 2000)
- Тачни стихови (Краљево, Народна библиотека Стефан Првовенчани, 2001)
- Сушти послови (изабране и нове песме, Краљево, Народна библиотека Стефан Првовенчани, 2002)
- Негде близу (Београд, Народна књига-Алфа, 2003)
- Други неко (Београд, Народна књига-Алфа, 2005)
- Овај свет (Београд, Архипелаг, 2009)
- Неумерени рад година ( изабране песме, Градска библиотека Владислав Петковић Дис, 2011)
- Талас (Београд, Архипелаг, 2012)
- Улазак (Београд, Архипелаг, 2014).[4]

	 Књигу песма на француском језику Suprématie de la Métaphore у преводу Данице Трифуновић и Јовице Станковића објавио је 2012. године, а двојезично издање изабраних песама на македонском и српском језику у преводу Риста Василевског Звездано поље објављено је 2014. године.

## Награде
- Награда „Златна струна”, 1990.
- Награда „Млади Дис”, за први необјављени песнички рукопис, 1991.
- Змајева награда, за књигу Тачни стихови, 2001.
- Награда „Бранко Миљковић”, за књигу Тачни стихови, 2001.
- Награда „Ђура Јакшић”, за књигу Негде близу, 2004.
- Награда „Меша Селимовић”, за књигу Овај свет, 2009.
- Награда „Јефимијин вез”, за књигу Овај свет, 2010.
- Награда „Васко Попа”, за књигу Талас, 2013.[5]
- Награда „Драинац”, за књигу Улазак, 2015.[6]
- Дисова награда, 2011.
- Награда „Грачаничка повеља”, 2015.
- Награда „Жичка хрисовуља”, 2016.[7][8]